# 中國投融資
中國投融資集團有限公司，簡稱中國投融資集團，以及中國投融資（英語：China Investment and Finance Group Limited，港交所：1226），於2002年由多名投資者創立，前身為「富泰大中華投資有限公司」，以及「嘉禹國際有限公司」。
現時業務投資於大中華地區的上市及非上市公司股權，而股份在2002年9月19日於香港交易所主板上市。
總部位於香港皇后大道中99號中環中心58樓5801-5802室，董事長為謝樂山，總裁為陳奕權。

## 連結
- CHNIF.com